# Fennica
MSV Fennica är en finländsk isbrytare som tjänstgjort sedan 1993. "MSV" står för Multi Service Vessel, och anger att fartyget inte är renodlad isbrytare, utan också är avsett att fungera som till exempel offshorefartyg i oljebranschen utanför isbrytarsäsongen. Fennica har inga förpropellrar, (förutom tvärgående bogpropellrar) men är försett med två pod-aggregat i aktern, och konstruerat för att i svårare packis forcera med aktern före, och kan då utnyttja hela sin maskinstyrka för framfarten även akterut.
Fennica har kapacitet att hantera Royal Navys bemannade ubåtsräddningsfarkost LR-5. Ett identiskt systerfartyg, MSV Nordica, blev färdigt efterföljande år. Nordica var den isbrytare som med hjälp av HMS Furusund (20) bärgade den förlista M/S Estonias bogvisir. Enda skillnaden mellan Nordica och Fennica är att Nordica har en ramp för bärgningsarbeten i aktern.